# Stabilizator (okrętownictwo)

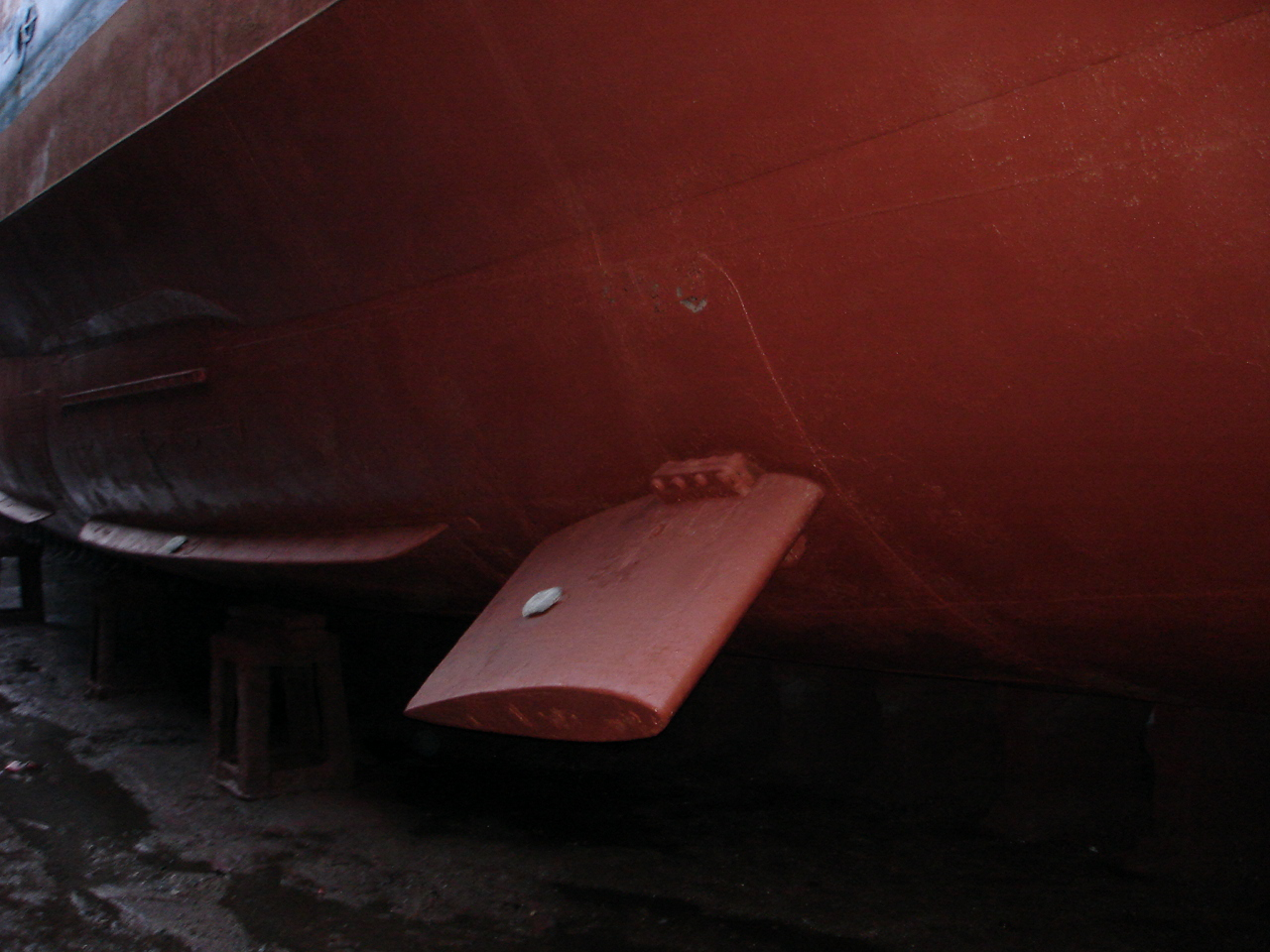
Stabilizator i widoczna za nim stępka przechyłowa.

Stabilizator, amortyzator kołysania - element konstrukcji statku redukujący jego poprzeczne kołysanie. Wśród stabilizatorów wyróżnia się bierne i czynne.

## Stabilizatory czynne
Zwane też stabilizatorami aktywnymi, stabilizatorami Denny-Browna lub żyroskopowymi. Do swego funkcjonowania wymagają zasilania energią wytwarzaną na statku. Przeznaczone są do zmniejszania amplitudy kołysań statku (okrętu).
- stabilizatory Denny-Browna - działają na zasadzie podobnej do lotek w samolocie. Mają postać wysuwanych z części podwodnej kadłuba płetw (sterów) wychylających się dookoła swojej osi. Wytwarzają moment hydrodynamiczny przeciwdziałający przechyłom, dzięki skoordynowaniu swoich wychyleń z falowaniem morza. Dzięki automatyce płetwy ustawiane są tak, aby składowe pionowe naporu wody tworzyły moment stabilizacyjny. Do swego działania wymagają ruchu jednostki pływającej. Stosowane są przede wszystkim na statkach pasażerskich (liniowce, wycieczkowce, promy), niektórych okrętach wojennych (fregaty). Stabilizatory Denny-Brown posiada należący do Unity Line polski prom pasażersko-samochodowy MF Skania. Stabilizatory płetwowe posiadał TSS Stefan Batory.
- stabilizatory żyroskopowe - wykorzystują właściwości symetrycznych ciał wirujących, czyli stabilność i precesję. Zasada ich działania polega na umieszczeniu masywnego żyroskopu w płaszczyźnie symetrii statku, w rejonie jego śródokręcia. Przez to wirujący żyroskop dążąc do zachowania pierwotnego położenia, przeciwdziała momentowi przechylającemu jednostkę pływającą. Do wad tego rozwiązania należy zaliczyć dużą masę i objętość jakie zajmuje to urządzenie, jego energochłonność. Zaletą natomiast jest działanie również przy stawaniu w dryfie. Stosowany na mniejszych jednostkach oraz na statkach pasażerskich.
- sterowane zbiorniki stabilizacyjne - instalacja, w której stosowany jest układ zbiorników, rurociągów, wysokowydajnych pomp oraz sterowania komputerowego w celu równoważenia przechyłów masą przepompowywanej wody. Stosowane są rzadko, w większości przypadków na promach kolejowych, gdzie zastosowanie tego rozwiązania jest również wykorzystywane przy załadunku i rozładunku składów pociągów. Sterowane zbiorniki stabilizacyjne posiada m.in. polski prom MF Polonia.

## Stabilizatory bierne
Zwane też stabilizatorami pasywnymi, przelewowymi zbiornikami stabilizacyjnymi, zbiornikami Frahma, cysternami Frahma oraz stępkami przechyłowymi. Służą temu samemu celowi co stabilizatory aktywne.
- przelewowe zbiorniki stabilizacyjne - działają na zasadzie przelewania się wody między dwoma częściowo napełnionymi zamkniętymi burtowymi zbiornikami. Woda przelewa się między nimi przez zwężający się regulowany kanał denny, który dzięki zmianie przekroju czynnego powoduje też zmianę oporu przepływu cieczy pomiędzy zbiornikami oraz zmianę momentu stabilizacyjnego. Stosowane są znacznie rzadziej od stabilizatorów aktywnych z powodu zajmowania dużej objętości kadłuba oraz z uwagi na występowanie wolnych powierzchni cieczy mogących wpłynąć ujemnie na stateczność statku. Stabilizatory tego typu stosowane były m in, na statku szkolnym Antoni Garnuszewski.
  - odmianą tego rozwiązania są tzw. zbiorniki czynne posiadające układy automatyki sterującej przepływem wody.
  - spotyka się również działające na podobnej zasadzie, tzw. zbiorniki otwarte mające bezpośrednie połączenie z wodą zaburtową. Przy przechyłach woda wlewa się lub wylewa z nich, napełniając je dając w ten sposób moment stabilizacyjny. W rozwiązaniu tym przeciwległe zbiorniki połączone są kanałem powietrznym zaopatrzonym w zawór regulacyjny.
- stępki przechyłowe - listwy szerokości do 1,2 metra i długości dochodzącej do 40% długości linii wodnej biegnące po obu burtach kadłuba. Zlokalizowane są przy wyobleniach części podwodnej kadłuba. Służą do stabilizacji przy dużych kątach przechyłu. Stosowane powszechnie na jednostkach pływających.

Stabilizatory Denny-Brown mogą być również używane jako stabilizatory bierne (w przypadku pełnego i jednakowego wysunięcia). Zbiorniki przelewowe aktywne z racji stosowania w nich układów sterownia mogą zostać zaliczone do stabilizatorów aktywnych.